# New York & Bermúdez Company
La New York & Bermúdez Company fue una empresa estadounidense que operó en Venezuela desde finales del siglo XIX hasta el primer tercio del siglo XX dedicándose a la explotación del Lago de asfalto de Guanoco y de algunos pozos petroleros que perforó en la misma zona, entre ellos el Bababui 1 que fue el primer pozo profundo de producción petrolera del país localizado en el Municipio Benítez del estado Sucre.

## Historia
La New York & Bermúdez Company con sus oficinas centrales ubicadas en la ciudad de Filadelfia fue una de las primeras empresas que operó el negocio de los hidrocarburos en Venezuela junto con la empresa venezolana Petrolia de Táchira.
La historia de esta empresa en Venezuela inicia el 16 de noviembre de 1885 cuando Horacio R. Hamilton y Jorge A. Phillips trapasan a la New York & Bermúdez Company; subsidiaria de la General Asphalt, la concesión sobre el Lago de Guanoco que habían recibido del gobierno nacional el 7 de mayo de 1883 para explotar y comercializar el asfalto de dicho lago. Las relaciones de esta empresa con el estado venezolano se caracterizarían en el período en que operó en el país (1885-1934) por una serie de enfrentamientos jurídicos y políticos, en particular contra el gobierno de presidente Cipriano Castro.

### Cronología de las actividades de a New York & Bermúdez Company

#### 1875

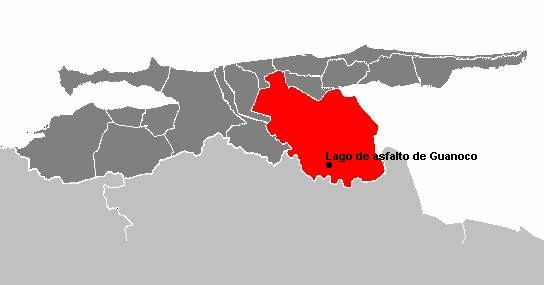
Localización del lago de asfalto de Guanoco en el Municipio Benítez, estado Sucre - Venezuela.

Por el libro Venezuela pintoresca publicado en París por Miguel Tejera se tiene noticia la existencia del lago de asfalto de Guanoco, el más grande del mundo en su tipo.

#### 1883
7 de mayo: el gobierno nacional otorga una concesión para la explotación y comercialización del lago de asfalto de Guanoco a Horacio Hamilton y Jorge A. Phillips.

#### 1885
16 de noviembre: Horacio Hamilton y Jorge A. Phillips traspasan la concesión sobre el Lago de asfalto de Guanoco a la New York & Bermúdez Company iniciando así las actividades de dicha empresa en Venezuela

#### 1897

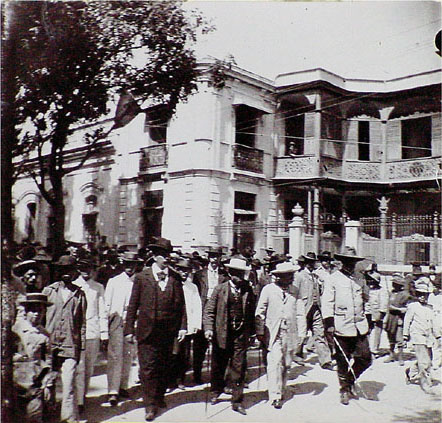
Entrada de Cipriano Castro a Caracas en 1899

30 de noviembre: Antonio Bianchi y asociados reciben una concesión para explotación de yacimientos de asfalto natural en el estado Sucre la cual incluye Lago de asfalto de Guanoco. Comienzan los problemas jurídicos con la New York & Bermúdez Company que reclama la nulidad de dicha concesión

#### 1899
19 de octubre: Renuncia el presidente Ignacio Andrade y Cipriano Castro, líder de la Revolución Liberal Restauradora asume el gobierno de Venezuela. Comienzan los problemas de la New York & Bermúdez Company con el gobierno de Castro al incrementar las regalías y los impuestos.

#### 1901

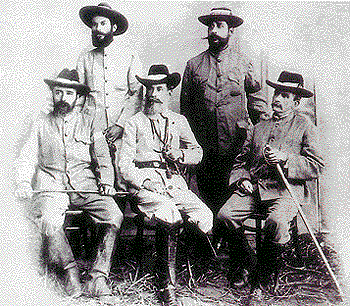
Manuel Antonio Matos con un grupo de Caudillos de la Revolución Libertadora

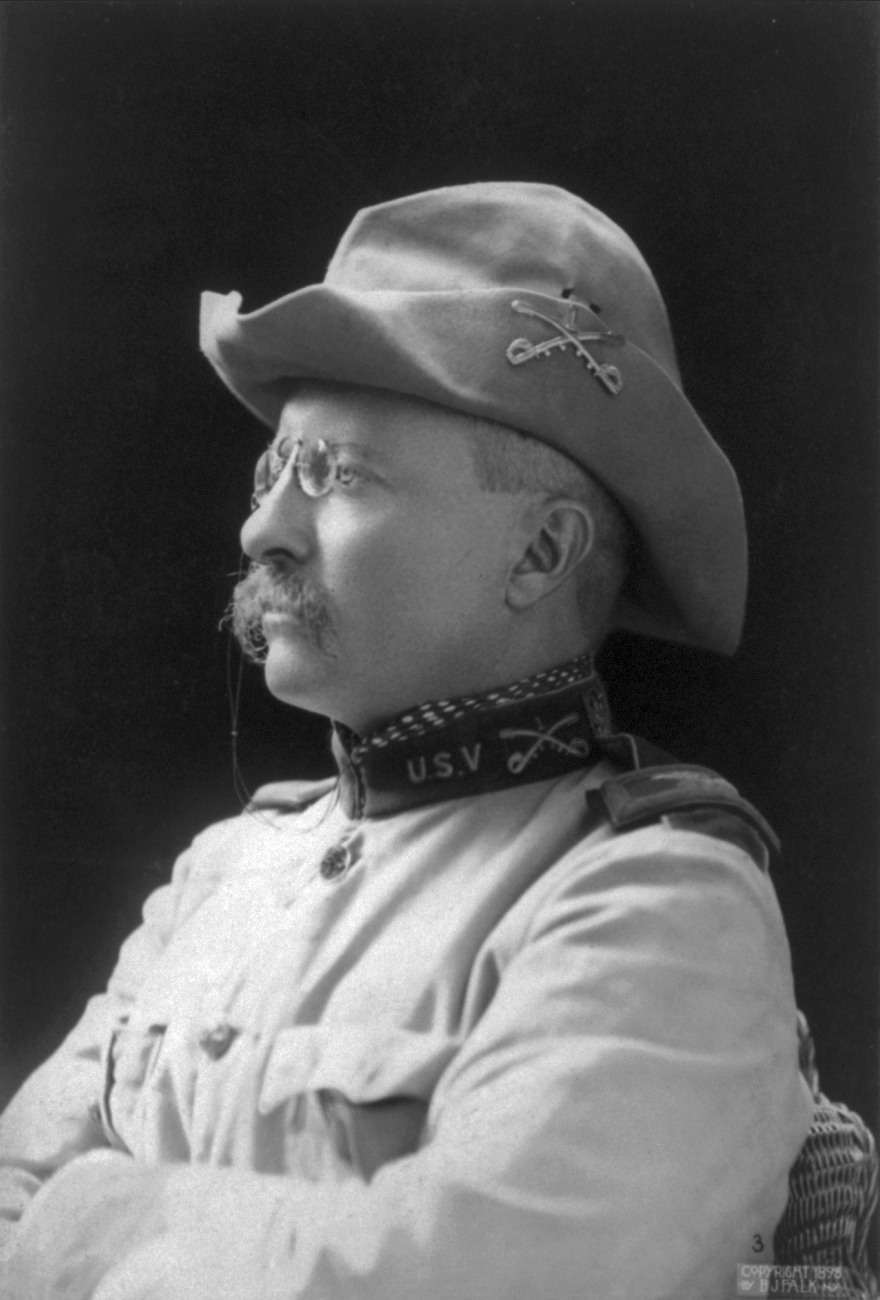
Presidente Theodore Roosevelt

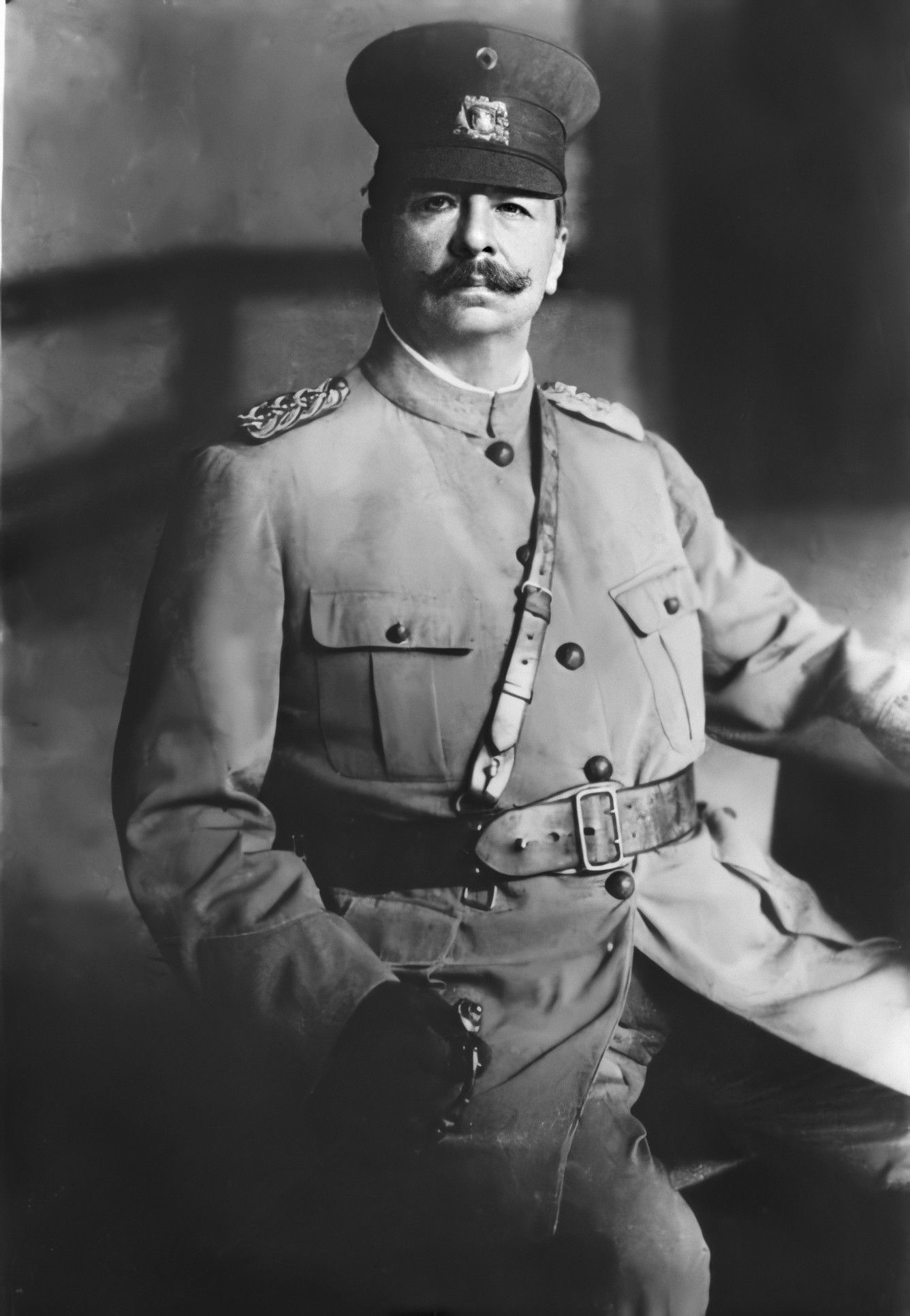
Juan Vicente Gómez en 1928

La New York & Bermúdez Company inicia la explotación del Lago de asfalto de Guanoco exportándolo a Brasil y Estados Unidos. Un ferrocarril (15 km) unía al lago con el muelle en Caño Guanoco, donde estaba el caserío del mismo nombre. Allí embarcaban el producto en tanqueros que salían al Golfo de Paria por el río San Juan.

#### 1902
Con el propósito de derrocar al presidente Castro estalla la llamada “Revolución Libertadora” liderada por el banquero Manuel Antonio Matos con el respaldo de la New York & Bermúdez Company. Triunfo de las tropas del presidente Castro en la batalla de La Victoria.
Bloqueo naval de los puertos de Venezuela por buques de guerra de Alemania, Inglaterra e Italia.

#### 1903
Finaliza el bloqueo naval de Venezuela con la mediación del presidente norteamericano Theodore Roosevelt.
La Revolución Libertadora es derrotada en forma definitiva por las tropas del general Juan Vicente Gómez en la batalla de Ciudad Bolívar

#### 1904
El presidente Castro en represalia introdujo una demanda judicial para anular la concesión a la New York and Bermúdez Compañy por aportar cerca de 145.000 dólares al banquero Manuel Antonio Matos, financista de la denominada Revolución Libertadora. Esto motiva una fuerte protesta del gobierno norteamericano de Theodore Roosevelt.
El embajador estadounidense Herbert Wolcott Bowen asume la defensa de la New York & Bermúdez Company. El juez del tribunal que conoció la demanda sentenció el pago de 50 millones de bolívares por concepto de indemnización al estado Venezolano, debido al incumplimiento de los términos de contrato de explotación del lago de Guanoco.

#### 1908
En junio la New York & Bermúdez Company se negó a pagar la indemnización, por lo cual el Tribunal de Primera Instancia de la Corte Federal y de Casación ordenó el embargo de los activos del lago de Guanoco como respuesta a la querella introducida por el Estado venezolano que rompe relaciones diplomáticas con los Estados Unidos.
En diciembre el presidente Castro es derrocado por el general Gómez y bajo presión del gobierno norteamericano se restituyen los bienes a la New York & Bermúdez Company.

#### 1912
La New York & Bermúdez Company pretende expandir sus actividades en la zona y cumplir con obligaciones contractuales de la concesión. En este sentido inicia actividades exploratorias en las cercanías de la comunidad de Guanoco. La Caribbean Petroleum Company, subsidiaria de la General Asphalt, inicia la exploración comercial de petróleo en la cuenca del Lago de Maracaibo.

#### 1913
15 de agosto: la New York & Bermúdez Company descubre el campo Guanoco al completar con éxito la perforación del pozo Bababui 1; sin embargo será abandonado debido a la alta viscosidad de petróleo de la zona y la carencia de tecnología. La empresa anglo holandesa Royal Dutch Shell adquiere a la General Asphalt las acciones de la Caribbean Petroleum Company.

#### 1914
La New York & Bermúdez Company acomete un programa de perforación de unos 30 pozos más en el campo Guanoco los cuales al igual que el Bababui 1 serán abandonados debido a la alta viscosidad de petróleo y la carencia de tecnología. La Caribbean Petroleum Company inicia la explotación comercial de petróleo en Venezuela con la perforación del pozo Zumaque I en el campo Mene Grande. Se inaugura el Canal de Panamá

### 1934
Cesan las actividades de la New York & Bermúdez Company después de 49 años de operaciones. La explotación del Lago de Guanoco se hace insostenible ya que el asfalto derivado del residuo de refinación petrolera ha desplazado al asfalto natural
La empresa tenía más de un centenar de obreros de la región, la mayoría trinitarios y algunos criollos, que quedaron desempleados cuando la empresa se marchó del país.

### 1935
Hasta este año, bajo el gobierno del general Juan Vicente Gómez, la New York & Bermúdez Company mantuvo su existencia legal cuando vende sus acciones a la empresa canadiense Venanda Corporation.